# Juszkowy Gród
Juszkowy Gród – wieś w Polsce położona w województwie podlaskim, w powiecie białostockim, w gminie Michałowo.
Wieś jest siedzibą sołectwa Juszkowy Gród w skład którego wchodzą: Juszkowy Gród, Barszczewo i Julianka.

## Historia

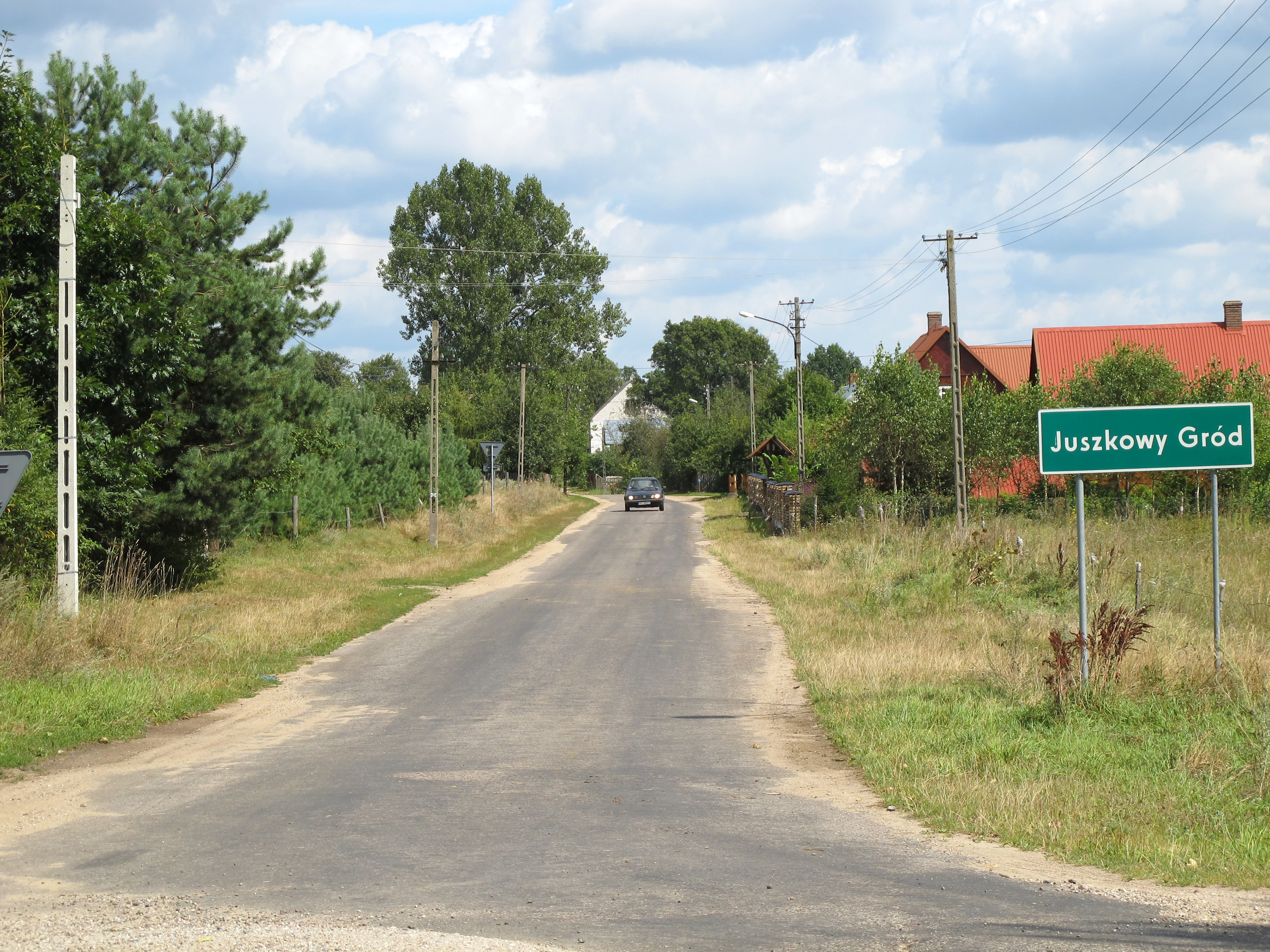
Wjazd do wsi

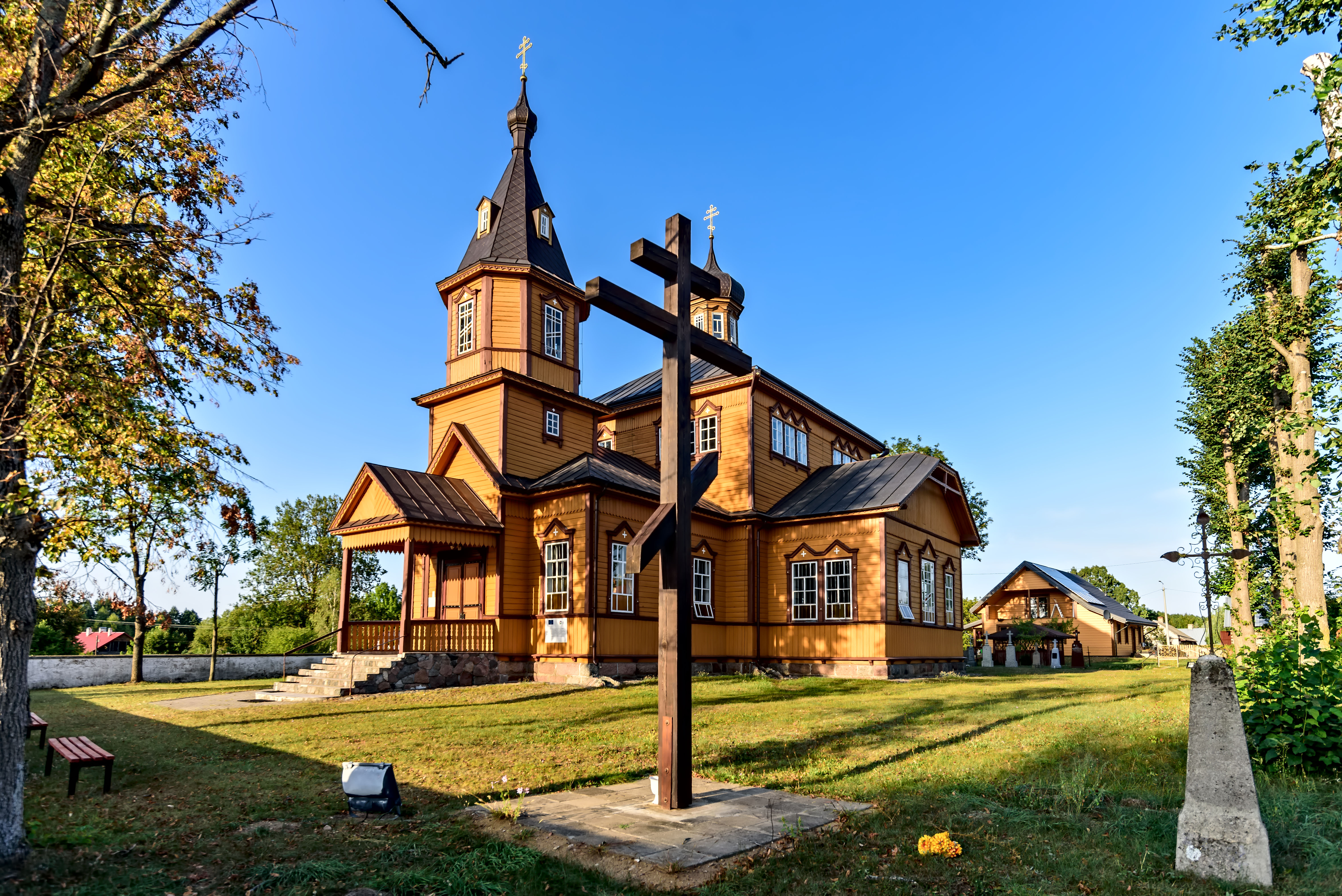
Cerkiew Narodzenia Bogurodzicy

Wieś królewska położona była w końcu XVIII wieku w starostwie niegrodowym jałowskim w powiecie wołkowyskim województwa nowogródzkiego. W latach 1954–1972 wieś należała i była siedzibą władz gromady Juszkowy Gród. W latach 1975–1998 miejscowość administracyjnie należała do województwa białostockiego. 
Przez wieś przebiegają drogi wojewódzkie nr 686 i 687.
Juszkowy Gród jest siedzibą parafii prawosławnej pod wezwaniem Narodzenia Przenajświętszej Bogurodzicy. We wsi znajduje się cmentarz prawosławny założony w 1909. 
Natomiast wierni kościoła rzymskokatolickiego należą do parafii Opatrzności Bożej w Michałowie. 
Miejsce urodzenia poety Aleksandra Kazberuka.

## Nazwa miejscowości
Nazwa miejscowości pochodzi od białoruskiego Juszka (zdrobnienia cerkiewnego imienia Eufimij, Eufemiusz, pochodzącego od greckiego εὐ- „dobry” i φήμη „wróżba”, ewentualnie od przekształconego Jurczuk [syn Jurki, czyli Jerzego]<Juszczuk<Juszko) oraz od biał. hrud  - ‘miejsce podwyższone i suche wśród łąk błotnistych lub błot, wzgórek'. Historyczne zapisy:  Juszkowy Hrud 1784 r., Juszkiewicz Hrud 1623 r., w miejscowej wymowie: Juszkaŭ Hrud. Starania o powrót historycznej i żywej nazwy Juszkowy Hrud  próbowano w 1995 r. zdyskredytować w białostockiej prasie hasłami typu: [nazwa] "Prawidłowa znaczy białoruska?".  Ogłoszono, że NSA uznał skargę [ws. nazewnictwa] za nieuzasadnioną (a powinno być: "niedopuszczalną", tj. niepodlegającą rozpatrywaniu przez NSA jako akt normatywny). Nie dziwi, że w takiej atmosferze  weryfikacja nazewnictwa miejscowości Białostocczyzny w 1995r. była nieudana, lecz starania o powrót nazwy Juszkowy Hrud z udziałem mieszkańców  ponowiono już w roku 1998. Wówczas MSWiA oświadczyło , że nie uzna przedstawionego pisemnego poparcia większości gospodarzy na rzecz powrotu nazwy historycznej, gdyż podpisów nie zebrały władze gminy, wobec czego obiektywna prawidłowość postulowanej nazwy Juszkowy Hrud staje się przesłanką jedyną i w konsekwencji niewystarczającą. Zaraz po tym sprawa nazwy miała się stać tematem reportażu Jerzego Kaliny Gród na hrudzie, kręconego w lutym 1998 r. na zlecenie TVP Białystok. Kolejna weryfikacja, w 2009 r., również zakończyła się niepowodzeniem, choć na posiedzeniu rady gminy w tej sprawie nikt nie wypowiadał się przeciw żywej nazwie historycznej:  Radna Irena Kuryło zwróciła uwagę na to, że polonizując te nazwy, ktoś zmienił ich znaczenie. Dla przykładu podała znaczenie nazw miejscowości. Gród – osada, Hrud (hrudok) – tj. podwyższenie wśród bagien, miejsce doskonałe na osadnictwo. Hoźna – Bóg raczy wiedzieć, Hwozna (nie żadna Hwoźna) – ten wyraz stracił już dawno swoje znaczenie, ale ludzie nadając nazwę tej miejscowości wiedzieli co czynią, ponieważ ,,zahwaździć” tzn. utwardzić, umocnić, bądź zapędzić w kozi róg, przyprzeć w miejsce bez wyjścia. Miejscowość ta leży w rogu między dwiema rzekami, wokoło są bagna. Dodała również, że [...] mamy piękne nazwy historyczne – Bieńdziuga, powinno być też Biendziuha. Etymologia tej nazwy znaczy port rzeczny[...] Zauważyła, że niekonsekwencja jest ogromna. Zaproponowała, aby wrócić do znaczenia historycznego, bo nazwa to jest logo miejscowości, przechowalnik historii. Widać w tym zaczątki namysłu nad tym, jak twórczo przetworzyć istniejące i utracone dziedzictwo, dążąc ku wzmocnieniu lokalnej tożsamości [...] m.in. poprzez badanie i popularyzację elementów identyfikacji symbolicznej miasteczek: nazwy i jej wyjaśnienia oraz [...] wprowadzanie zgodnie z ustawą o mniejszościach narodowych dwujęzycznych tablic z nazwami miejscowości - w naszym regionie polskich i białoruskich. Obecnie zmiana nazwy miejscowości nie wymaga wymiany żadnych dokumentów, jednak w 2009 r. było inaczej, co mogło zniechęcać mieszkańców, skłaniając ich ku opinii, że gmina chce po prostu przy takiej okazji zarobić. – Dowody zmieniać i inne papiery, to przecież kosztuje. To tłumaczyłoby rozdźwięk pomiędzy przebiegiem obrad rady gminy w tej sprawie w 2009 r. a dotychczasowym brakiem pozytywnego dla nazwy historycznej rozstrzygnięcia w sytuacji, gdy obecna nazwa Gród jest niezgodna z ogólnymi zasadami przyjętymi przez Komisję Nazw Miejscowości i Obiektów Fizjograficznych: Zasadą przyjętą przez KNMiOF jest niepolonizowanie form nazewniczych zgodnych z systemem językowym mniejszości, np. oficjalnie zatwierdzoną nazwą jest Hrud [w woj. lubelskim], a nie spolonizowana nazwa Grąd. 

## Zabytki
- cerkiew prawosławna par. pw. Narodzenia NMP, drewn., 1912, nr rej.: A-56 z 7.05.2003[22]